# آدولف دیمشا
آدولف دیمشا (لهستانی: Adolf Dymsza؛ ۷ آوریل ۱۹۰۰ – ۲۰ اوت ۱۹۷۵) بازیگر اهل کشور لهستان بود. وی از محبوب‌ترین و بزرگترین بازیگران کمدی لهستانی به‌شمار می‌رود. وی هم در سینما و هم در تئاتر بازی می‌کرد.
از فیلم‌ها یا برنامه‌های تلویزیونی که وی در آن نقش داشته‌است، می‌توان به دوازده صندلی، ۳۰ قیراط خوشبختی، همه مجاز به عشق ورزیدن هستند، موضوعی برای حل و فصل، روبرت و برترام، الفبای عشق و یکصد متر عشق اشاره کرد.